# 아하즈 열병식 공격
아하즈 열병식 공격에 관한 문서이다.

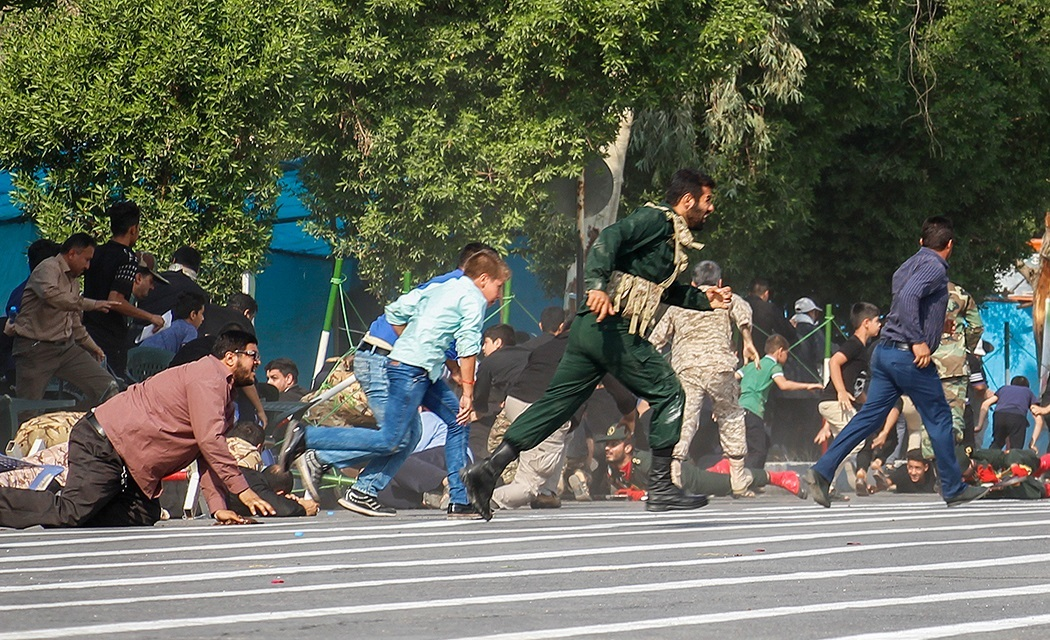

2018년 9월 22일, 이란 남서부 도시 아바즈에서 열병식이 무장 괴한들의 공격을 받았다. 이번 총격 사건으로 이슬람 혁명 수비대(IRGC) 군인과 구경꾼 민간인 등 25명이 숨졌다. 이는 2010년 12월 차바하르 자살폭탄 테러 이후 이란에서 발생한 최악의 테러 공격이다.
이슬람국가는 이번 공격이 자신들의 소행이라고 주장하며 공격자들의 사진을 공개했다. 이란은 "시리아의 무장세력"을 비난하고 "미국과 걸프만 국가들이 공격을 도왔다"고 주장하며 보복을 다짐했다. 미국 국방장관은 이란의 위협을 일축하고 이란이 미국의 개입을 주장하는 것은 "터무니없는 일"이라며 미국의 개입을 부인했다. 사우디아라비아와 아랍에미리트(UAE)도 이 비난을 부인하고 비난했다. 아와즈 해방을 위한 아랍 투쟁 운동의 한 분파 단체는 처음에는 책임을 주장했지만 나중에는 개입을 부인했다.
2018년 10월 1일, 이란 혁명수비대는 공격에 대한 보복으로 시리아의 아부 카말에서 미사일을 발사하고 드론 공격을 감행했다고 세파 뉴스(Sepah News)는 보도했다.

## 같이 보기
- 2017년 테헤란 테러